# Виплингер, Петер Пауль
Петер Пауль Виплингер (нем. Peter Paul Wiplinger, род. 25 июня 1939 году, Хаслах-на-Мюле, Нижняя Австрия) — австрийский поэт и фотохудожник.
Виплингер был десятым ребёнком в семье торгового агента. В юности он посещал Епископскую гимназию Petrinum (de:Bischöfliches Gymnasium Petrinum). Затем он изучал театральные науки, германистику и философию. С 1960 года он как свободный писатель и фотограф живёт в Вене. Виплингер является членом международного и австрийского P.E.N.-клуба, Австрийской лиги по правам человека. В 2006 году ему было присвоена степень почётного доктора (Honoris causa).
В настоящее время опубликовано примерно 30 книг, которые переведены более чем на 20 языков. В творчестве автора преимущественно политические тексты, стихотворения о любви и художественные фотографии.

## Награды
- Австрийский почётный знак За науку и искусство 1 класса (2003)
- Медаль за вклад в культуру земли Верхняя Австрия[3]

## Некоторые произведения
- Hoc est enim, Lyrik, München 1966
- Gitter, Lyrik, Baden bei Wien 1981
- Herzschläge, Lyrik, Baden bei Wien 1989
- Lebenszeichen, Lyrik, Klagenfurt 1992
- Ausgestoßen, Prosa, Gosau 1994/2004
- Niemandsland, Lyrik, Eisenstadt 2002
- Lebensbilder, Erinnerungen, Grünbach 2003
- Steine im Licht, Lyrik, Gosau 2007
- Sprachzeichen, Essays und Prosa, Gosau 2011

### Издания на русском языке
- Точки пересечения: Стихи,1966-1998 /Петер-Пауль Виплингер; Пер. с нем. Дианы Видра.- Москва: МИК,1999 — ISBN 5-87902-034-7